# Isoetes baculata
Isoetes baculata là một loài dương xỉ trong họ Isoetaceae. Loài này được Hickey & H.P. Fuchs mô tả khoa học đầu tiên năm 1986.